# Signe Hasso

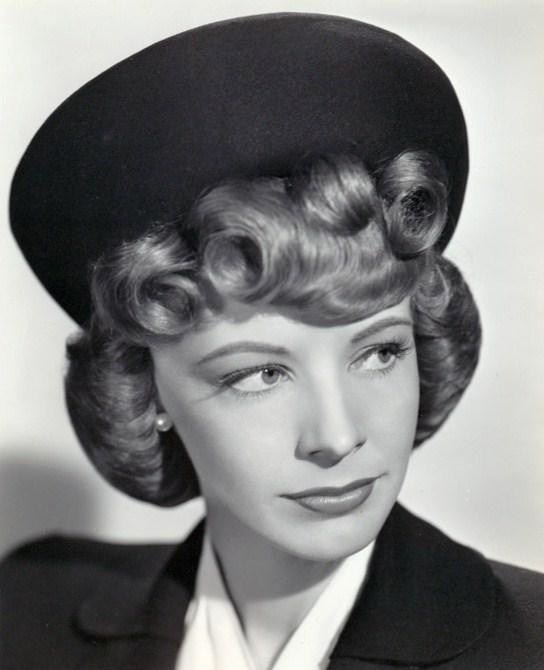
Signe Hasso i Strange Triangle 1946.

Signe Eleonora Cecilia Hasso, född Larsson den 15 augusti 1915 i Kungsholms församling i Stockholm, död 7 juni 2002 i Los Angeles i Kalifornien, var en svensk skådespelerska, författare och kompositör. Hon var från 1940 främst verksam i USA, där hon kom att verka både i Hollywood och på Broadway. Under sin omkring 60 år långa karriär medverkade hon i drygt 30 långfilmer och över 50 TV-produktioner.

## Biografi

### Barndom
Signe Hasso föddes på Kungsholmen i Stockholm som dotter till kontorschefen Kaifas Larsson, stammande från Dalarna, och hans hustru Helfrid, född Lindström; hennes morfar var Fredrik Olaus Lindström. Familjen Larsson flyttade senare till Södermalm. Efter faderns bortgång 1920 hade modern och de tre barnen Signe, Helfrid (1916–2011)  och Valle (1918–1989) det svårt ekonomiskt. Hassos skolgång skedde på Kungsholms elementarskola för flickor och senare och fram till 1931 på Norrmalms enskilda läroverk.

### Tidig karriär
För att tjäna extrapengar staterade Hasso bland annat på Kungliga Dramatiska Teatern i Stockholm, där hon 1927 – vid 12 års ålder – debuterade i rollen som Louison i Molières Den inbillade sjuke. Hon uppmärksammades där av pjäsens regissör Olof Molander. Hon hann spela ytterligare några roller innan som 16-åring 1932 antogs till Dramatens elevskola. Där blev Hilda Borgström en av hennes lärare. Hon var liksom klasskamraterna Ingrid Bergman och Irma Christenson bland de yngsta som antagits till utbildningen. Efter examen 1935 engagerades hon vid nationalscenen och verkade där till och med 1939.
Hasso filmdebuterade sommaren 1933 i Rune Carlstens Tystnadens hus. Under inspelningen mötte hon den tyske filmfotografen Harry Hasso, som blev hennes första make. När filmen hade premiär i november samma år framträdde 18-åringen för första gången under namnet Signe Hasso. Själva filmen blev dock ett fiasko och hon avstod under flera års tid från filmarbete.
Samtidigt fick hon sitt stora scengenombrott som Manuela i Flickor i uniform på Blancheteatern 1934, där hon var engagerad en period; 1935 återvände hon dock till Dramaten. Regissören Schamyl Bauman övertalade henne att börja filma igen genom att locka med Gösta Ekman som motspelare i Häxnatten 1937 och trots att filmen fick ett svalt mottagande var kritikerna eniga om att en ny stjärna var född. Fortsättningsvis fick Hasso framträdande roller, och hon spelade bland annat den kvinnliga huvudrollen i Karriär (1938) och i Vi två (1939) mot Sture Lagerwall. I Filmen om Emelie Högqvist (1939) gjorde hon titelrollen som aktrisen Emilie Högqvist och Georg Rydeberg gjorde rollen som hennes älskare, den blivande kung Oscar I.

### Karriär i USA
Signe Hasso spelade med i ytterligare närmare tio filmer i Sverige, innan hon antog anbudet från det amerikanska filmbolaget RKO och 1940 gav sig iväg till Hollywood. Trots flera provfilmer dröjde det med medverkan i någon amerikansk film, och under tiden sysselsatte hon sig i stället med att spela teater i New York. Detta ledde till att hon erbjöds kontrakt av filmbolaget Metro-Goldwyn-Mayer, och hon började därmed spela in film.
En av de första filmer Hasso medverkade i var Himlen kan vänta år 1943 i regi av Ernst Lubitsch. Sedan följde bland annat Det sjunde korset (1944), Möte i dimman (1945), Huset vid 92:a gatan (1945) och Dubbelliv (1947) av George Cukor. Hennes motspelare var bland andra Spencer Tracy, Bob Hope, Dick Powell och Gary Cooper. Trots flera huvudroller i stora produktioner blev dock Hasso aldrig ett lika stort stjärnnamn som Ingrid Bergman eller Greta Garbo, trots att hon vid sin ankomst introducerats just som ”nästa Garbo”.

### Senare år
År 1950 hade Signe Hasso spelat in 14 filmer i Hollywood, och hon återvände till Sverige för att medverka i två dramafilmer, Ingmar Bergmans Sånt händer inte här (1950) och Börje Larssons Taxi 13 (1954). Hasso regisserade 1953 dramafilmen Maria Johanna tillsammans med exmaken Harry Hasso, och i Tyskland och i Sverige producerade och spelade hon 1955 i filmen Den underbara lögnen med sin dåvarande make Bill Langford. Hon medverkade även 1961 i TV-pjäsen I sista minuten i regi av Frank Sundström.
Hasso varvade film med teaterarbete. Hon trivdes bäst vid teatern och spelade såväl i London som i New York samt genomförde teaterturnéer i USA. Hon slutade i stort sett agera i filmer efter makens och sonens död vid 1950-talets mitt och koncentrerade sig i stället på sin scenkarriär på Broadway. Hon förblev i sitt nya hemland främst känd som teaterskådespelare. Under 1950-, 1960- och 1970-talen medverkade hon dock även i amerikanska TV-filmer och gjorde gästroller i olika TV-serier, som Bröderna Cartwright (1963), Magnum, P.I. (1981) och Fame (1982). 1981 sågs hon i TV-filmen Evita Peron med Faye Dunaway i titelrollen. Hon gjorde 1998 comeback med filmen One Hell of a Guy mot Rob Lowe, vilket också kom att bli hennes sista filmroll.
Under senare år var Hasso verksam som författare, poet, kompositör och sångtextförfattare. Hon översatte även svenska folkvisor till engelska. Hon hade sedan barndomen haft lätt för såväl det talade som det skrivna ordet och sålde sin första saga redan som åttaåring. Hon romandebuterade 1977 med Momo, som skildrar hennes uppväxt i mellankrigstidens Stockholm. Därefter följde en handfull böcker, som Kom slott och Sjunde dagen samt diktsamlingen Reflectively Yours – Signe Hasso. Åren 1988–1990 utgav hon sina memoarer i tre delar: Inte än, Om igen och Tidens vän. 
Hasso var också musikalisk, spelade piano och skrev rim och ramsor från det att hon var sex år gammal. Hon skrev bland annat text och musik till Alice Babs samt översatte delar av dennas repertoar till engelska och tyska. Hasso gav även ut egna skivor, och hennes andra album, Where the Sun Meets the Moon 1979 består av tolkningar av svenska folkvisor. Hon menade i en intervju mot slutet av sitt liv att hon helst ville bli hågkommen för sin prosa och poesi, inte för sitt skådespeleri.
Hasso avled på Cedars-Sinai Medical Center i Los Angeles i USA. Hon är begravd på Norra begravningsplatsen utanför Stockholm.

## Privatliv
Signe Hasso var 1933–1941 gift med den tyskfödde filmfotografen Harry Hasso. Makarna fick sonen Henry, som 1957 omkom i en bilolycka. Sitt andra äktenskap ingick hon med den kanadensiske skådespelaren William Langford, som 1955 avled, 35 år gammal.
Signe Hasso blev 1948 amerikansk medborgare.

## Priser och eftermäle
Signe Hasso är en av sex svenska stjärnor som hedrats med en stjärna på Hollywood Walk of Fame. 
År 1935 förärades Signe Hasso Teaterförbundets Anders De Wahl-stipendium och 1939 det första nordiska Gösta Ekman-priset. Hon tilldelades Vasaorden 1972, och 1989 utnämnde Vasa Orden av Amerika henne till årets svensk-amerikan. Hasso tillhör även den lilla exklusiva skara svenska artister som hedrats med en stjärna på Hollywood Walk of Fame.
Signe Hasso var stor filmstjärna i Sverige under 1930-talets sista år. Hon var en av de aktörer som vid tiden bidrog till att ge svensk film ett nytt, fräscht ansikte och var samtidigt en av teaterscenens klarast lysande unga stjärnor. Hon förkroppsligade ett av tidens ideal som emanciperad men också sval och sensitiv kvinna.

## Produktioner

### Filmografi i urval
- 1933 – Tystnadens hus
- 1937 – Häxnatten
- 1938 – Karriär
- 1938 – Geld fällt vom Himmel
- 1938 – Pengar från skyn
- 1939 – Filmen om Emelie Högqvist
- 1939 – Vi två
- 1940 – Vildmarkens sång
- 1940 – Stål
- 1940 – Än en gång Gösta Ekman  (kortfilm)
- 1940 – Vi tre
- 1940 – Stora famnen
- 1941 – Den ljusnande framtid
- 1942 – Det kommer en dag
- 1943 – Uppdrag i Bretagne
- 1943 – Himlen kan vänta
- 1944 – En hjältes liv
- 1944 – Det sjunde korset
- 1945 – Farligt spel
- 1945 – Möte i dimman
- 1945 – Huset vid 92:dra gatan
- 1946 – Strange Triangle
- 1946 – En skandal i Paris
- 1947 – Kungen från New York
- 1947 – Dubbelliv
- 1948 – Opium
- 1950 – Operation X
- 1950 – Farlig frihet
- 1950 – Sånt händer inte här
- 1952 – Hans Christian Andersen Fairy Tales (kortfilm)
- 1954 – Drama i St. Moritz
- 1954 – Taxi 13
- 1954 – Foreign Intrigue (TV-serie)
- 1955 – Den underbara lögnen
- 1963 – Bröderna Cartwright (TV-serie)
- 1975 – Den vilda jakten på riddarfalken från Malta
- 1976 – Sherlock Holmes i New York (TV-film)
- 1977 – Ingen dans på rosor
- 1981 – Evita Peron (TV-film)
- 1981 – Magnum, P.I. (TV-serie)
- 1982 – Fame (TV-serie)
- 1982 – Pappa är död (TV-film)
- 1985 – Trapper John, M.D. (TV-serie)
- 1998 – One Hell of a Guy

### Teater

#### Roller (ej komplett)
| År                      | Roll                                     | Produktion                                                              | Regi               | Teater |
| ----------------------- | ---------------------------------------- | ----------------------------------------------------------------------- | ------------------ | --- |
| 1927                    | Louison                                  | Den inbillade sjuke Molière                                             | Olof Molander      | Dramaten |
| 1934                    | Fernande                                 | Domino Marcel Achard                                                    | Per Lindberg       | Blancheteatern |
| 1934                    | Manuela von Meinhardis                   | Flickor i uniform Christa Winsloe                                       | Harry Roeck Hansen | Blancheteatern |
| 1935                    | Margaret                                 | Bizarr musik Rodney Ackland                                             | Harry Roeck-Hansen | Blancheteatern |
| 1935                    | Medverkande                              | Härmed hava vi nöjet, revy Kar de Mumma, Karl-Ewert och Alf Henrikson   | Harry Roeck-Hansen | Blancheteatern |
| 1935                    | Muriel Mc Comber                         | Ljuva ungdomstid Eugene O'Neill                                         | Rune Carlsten      | Dramaten |
| 1935                    | Electrical girl                          | Kvartetten som sprängdes Birger Sjöberg                                 | Rune Carlsten      | Dramaten |
| 1936                    | Francine                                 | Huset vid landsvägen Jean Jacques Bernard                               | Alf Sjöberg        | Dramaten |
| 1936                    | Natalie                                  | Kokosnöten Marcel Achard                                                | Rune Carlsten      | Dramaten |
| 1937                    | Lillian                                  | Vår ära och vår makt Nordahl Grieg                                      | Alf Sjöberg        | Dramaten |
| 1937                    | Ann                                      | En sån dag! Dodie Smith                                                 | Rune Carlsten      | Dramaten |
| 1939                    | Eleonora                                 | Påsk August Strindberg                                                  | Johan Falck        | Dramaten |
| 1940                    | Susie                                    | Fröken kyrkråtta (A templom egére) Ladislas Fodor och Ludvig Schinseder | Ernst Eklund       | Oscarsteatern |
| 1951                    | Maud Abbott                              | Glad Tidings Edward Mabley                                              | Melvyn Douglas     | Lyceum Theatre, New York |
| 1952                    | Rebecca West                             | Rosmersholm Henrik Ibsen                                                |                    | St Martin's Theatre, London |
| 1956                    | Orinthia                                 | The Apple Cart Georg Bernard Shaw                                       | George Schaefer    | Plymouth Theatre, New York |
| 1959                    | Renata Adorni                            | I sista minuten (Gli ultimi cinque minuti) Aldo De Benedetti            | Frank Sundström    | Lilla Teatern |
| 1960                    | Renata Adorni                            | I sista minuten (Gli ultimi cinque minuti ) Aldo de Benedetti           | Frank Sundström    | Hälsingborgs stadsteater |
| 1964                    | Ilse                                     | Jättarna på berget Luigi Pirandello                                     | Frank Sundström    | Upsala-Gävle stadsteater Oscarsteatern (gästspel) |
| 1966-1969[källa behövs] | Fräulein Schneider (ersatte Lotte Lenya) | Cabaret John Kander/Fred Ebb                                            | Harold Prince      | Broadhurst Theatre, New York Följt av en över ett år lång USA-turné som spelade på bl.a Curran Theatre, San Francisco, Ahmanson Theatre, Los Angeles och Forrest Theatre, Philadelphia |
| 1979                    | Desirée Armfelt                          | Sommarnattens leende Stephen Sondheim och Hugh Wheeler                  | Stig Olin          | Folkan |